# Alberto Mastra
Alberto Mastra (Hilario Alberto Mastracusa; * 9. November 1909 in Montevideo; † 10. April 1976) war ein uruguayischer Gitarrist, Tangosänger und –komponist.

## Leben
Mastra trat in seiner Kindheit auf kleinen Bühnen seiner Heimatstadt als Sänger auf und wurde Carusito oder El pequeño milagro genannt. Er tourte später durch verschiedene uruguayische und argentinische Städte und kam 1926 nach Buenos Aires. Ab 1933 gründete er mehrere Trios. Das erste bestand aus einem Musiker namens Bahillo und einem Bruder seiner späteren Frau Josefina Barroso. Mitglieder seines zweiten 1936 gegründeten Trios waren seine Frau und Alejandro De Luca. Mit diesem unternahm er mehrere Tourneen und trat bei Radio El Mundo auf. Weitere Trioformationen bildete er mit Eduardo Márquez und Miguel Gurpide und mit Hugo Daniel und Carlos Montenegro. Mit dem Gitarristen Martín Torre und dem Kontrabassisten Arturo Gallucci entstanden Aufnahmen in Buenos Aires. 1954 betrieb er einen Vergnügungspark mit seiner zweiten Frau Lía Méndez in Uruguay. 1956 nahm er beim Label Sondor in Uruguay eine LP mit dem Gitarristen Abel Carlevaro auf. Seine letzten Aufnahmen entstanden 1969. Mehrere seiner Kompositionen wurden von Aníbal Troilo aufgenommen.

## Kompositionen
von Aníbal Troilo aufgenommen
- Con permiso (mit dem Sänger Alberto Marino, 1944)
- Miriñaque (mit dem Sängerduo Edmundo Rivero und Aldo Calderón, 1949)
- Un tango para Esthercita (mit dem Sänger Raúl Berón, 1954)
- Aguantate Casimiro (mit dem Sänger Roberto Goyeneche, 1958)
- Mi viejo el remendón (mit dem Sänger Tito Reyes 1965)

andere
- El viaje del negro
- La polquita de José
- Se va la carreta